# Thurn
Thurn é um município da Áustria, situado no distrito de Lienz, no estado do Tirol. Tem 12,26 km² de área e sua população em 2019 foi estimada em 618 habitantes.